# Macowanites ammophilus
Macowanites ammophilus är en svampart som först beskrevs av J.M. Vidal & Calonge, och fick sitt nu gällande namn av J.M. Vidal & Calonge 2002. Macowanites ammophilus ingår i släktet Macowanites och familjen kremlor och riskor.   Inga underarter finns listade i Catalogue of Life.